# ۱۲۲۰ (قمری)
۱۲۲۰ (قمری)، هزار و دویست و بیستمین سال در گاهشماری هجری قمری است. اول محرم این سال برابر با اول آوریل سال ۱۸۰۵ میلادی است.

## رویدادها
جنگ پیله داربن در رشت
بین قوای روس و نیروهای رشتی که به شکست قوای روس منتهی شد

## زادگان
- ملک جهان خانم : ملقب به مهدعلیا مادر ناصرالدین‌شاه قاجار.

## وابسته
- مهد علیا